# I racconti di Masha
I racconti di Masha (in russo Машины сказки?, Mašiny skazki) è una serie televisiva animata russa trasmessa a partire dal 2011, spin-off del cartone animato Masha e Orso.
In ogni puntata Masha, nelle stesse ambientazioni di Masha e Orso ma senza gli altri personaggi, racconta una fiaba a un pubblico formato dai suoi giocattoli. Esse sono generalmente ispirate a qualche racconto tradizionale, ma spesso con mescolanze di varie fonti, toni comici, situazioni assurde e talvolta piccoli errori che la stessa Masha si autocorregge. Si alternano scene di quest'ultima che racconta, con la stessa grafica computerizzata tridimensionale usata in Masha e Orso, e scene della fiaba, realizzate invece con animazione bidimensionale, accompagnate solo dalla voce di Masha, che imita anche le voci dei personaggi della fiaba.
Un altro cartone animato simile introdotto successivamente è Le storie di paura di Masha.

## Episodi
| Episodio | Titolo                    | Titolo                      | Titolo                     |
| Episodio | Russo                     | Inglese                     | Italiano                   |
| -------- | ------------------------- | --------------------------- | -------------------------- |
| 1        | Волк и семеро козлят      | The Wolf and the Seven Kids | Il lupo e i sette capretti |
| 2        | Гуси-лебеди               | Geese-swans                 | Oche-cigni                 |
| 3        | Лиса и заяц               | The Fox and the Hare        | La volpe e il coniglio     |
| 4        | Красная Шапочка           | Little Red Riding Hood      | Cappuccetto Rosso          |
| 5        | дед Мороз                 | grandfather Frost           | Nonno Gelo                 |
| 6        | Волк и лиса               | The Wolf and the Fox        | Il Lupo e la Volpe         |
| 7        | Вершки и корешки          | Tops and Roots              | Cime e radici              |
| 8        | Царевна-лягушка           | The Frog Princess           | La principessa Ranocchio   |
| 9        | Снегурочка                | The Snow Maiden             | La fanciulla delle nevi    |
| 10       | мальчик с пальчик         | Tom Thumb                   | Pollicino                  |
| 11       | Небольшой Havrosheka      |                             | La piccola Havrosheka      |
| 12       | Солома теленка            |                             | Il vitello di paglia       |
| 13       | Три поросенка             |                             | I tre porcellini           |
| 14       | портной                   |                             | Il piccolo sarto           |
| 15       | Али-Баба                  |                             | Ali Baba                   |
| 16       | Золушка                   |                             | Cenerentola                |
| 17       | Калиф аист                |                             | Il califfo cicogna         |
| 18       | Джек и бобовый стебель    |                             | Jack e il fagiolo magico   |
| 19       | свинопас                  |                             | Il guardiano di porci      |
| 20       | женоубийца                |                             | Barbablù                   |
| 21       | Пайк магия                |                             | Il luccio magico           |
| 22       | Лиса и скалку             |                             | La volpe e il matterello   |
| 23       | Каша из топора            |                             | La pappa d ascia           |
| 24       | Пойди туда, не знаю, куда |                             | Vai non so dove...         |
| 25       | Петушо - Золотой гребешок |                             | Galletto-cresta d oro      |
| 26       | Конёк-горбунок            |                             | Il cavallino gobbo         |